# Presídio de Pernambuquinho
O Presídio de Pernambuquinho localizava-se na praia de Pernambuquinho, atual município de Tibau, no litoral do estado do Rio Grande do Norte, no Brasil.

## História
BARRETTO (1958) relaciona este presídio (colônia militar) entre as fortificações do litoral cearense, do rio Jaguaribe (atual estado do Ceará) ao rio Mossoró (atual estado do Rio Grande do Norte), erguido com a função de vigilância daquele trecho do litoral, coibindo o contrabando. Em 1808 encontrava-se guarnecido por praças da Companhia de Sobral, sob o comando de Joaquim Ferreira de Araújo (op. cit., p. 98).